# Chaxiraxi

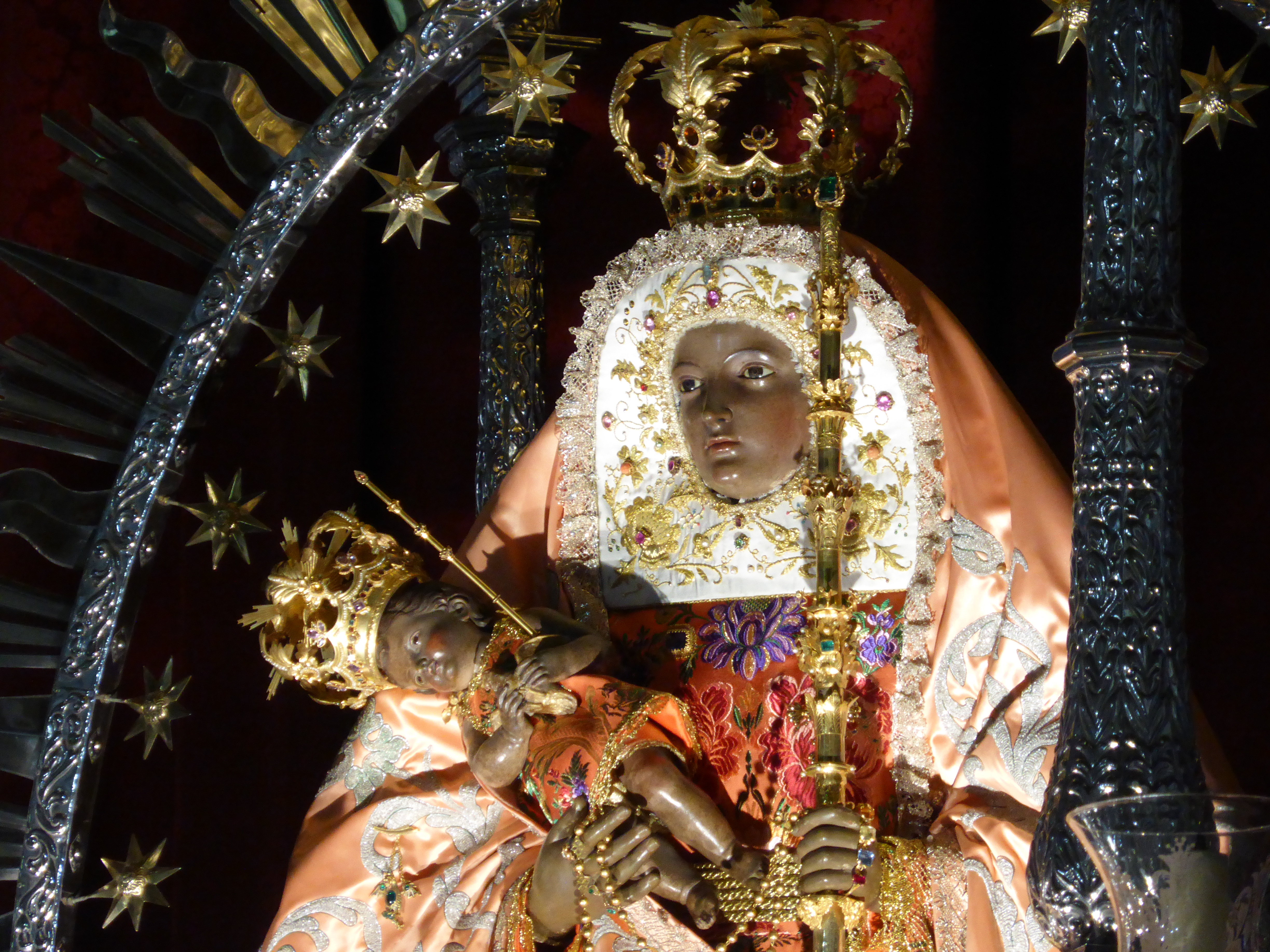
Imagem da Virgem da Candelária (Patrona das Ilhas Canárias) na Basílica da Candelária (Tenerife).

Chaxiraxi é uma deusa, entidade conhecida como a Mãe Sol, na religião dos aborígenes Guanche, habitantes das Ilhas Canárias . Chaxiraxi é apontada como uma das principais deusas do panteão Guanche. Ela foi associada à estrela Canopus. A mediação entre Chaxiraxi e a humanidade era a tarefa de deuses menores ou espíritos chamado Maxios.
Como se acredita que os nativos das Ilhas Canárias foram originalmente berberes pré-civilização, é conjecturado que Chaxiraxi pode ter sido adaptada da deusa púnica -berbere Tanit, e recebeu um nome diferente e um conjunto de atributos. Ela também é associada por alguns com a alegada aparição c.1392, 1400 ou 1401 da Virgem da Candelária em Güímar, na ilha de Tenerife, carregando seu filho, Chijoraji.

## Culto atual
Chaxiraxi é considerada a principal deusa da religião neopagã Igreja do Povo Guanche .